# Stanisław Korman
Stanisław Korman (ur. 27 kwietnia 1924 w Libuszy k. Gorlic, zm. 12 marca 2006 w Warszawie) – polski historyk, pułkownik Wojska Polskiego.

## Życiorys
Żołnierz Gwardii Ludowej i Armii Ludowej. Oficer 8 Dywizjonu Artylerii. Prorektor Wojskowej Akademii Medycznej. Szef Zarządu Kultury GZP WP.
Profesor historii w Wojskowej Akademii Politycznej, w latach 1976–1981 wiceprzewodniczący Zarządu Głównego Stowarzyszenia Bibliotekarzy Polskich, w latach 1972–1983 dyrektor Centralnej Biblioteki Wojskowej.
Według materiałów zgromadzonych w archiwum Instytutu Pamięci Narodowej był w latach 1946–1953 tajnym współpracownikiem (rezydentem) stalinowskiej Informacji Wojskowej o pseudonimie „Tosiek”.
Żonaty z Janiną Korman z domu Łażewnik (1931-2009). Został pochowany na Cmentarzu Wojskowym na Powązkach w Warszawie (kwatera A 41-1-22).

## Odznaczenia
- Medal 40-lecia Polski Ludowej (1984)[4].
- Złota odznaka honorowa „Za Zasługi dla Warszawy” (1967)[5]
- Złota Odznaka Honorowa Towarzystwa Przyjaźni Polsko-Radzieckiej (1967)[6]